# Atahona
Atahona é uma comuna da província de Córdoba, na Argentina.